# Janet Kear
Janet Kear  OBE (* 13. Januar 1933 in London; † 24. November 2004) war eine britische Ornithologin, die vor allem auf Entenvögel spezialisiert war.
Kear wurde in London geboren. Sie besuchte unter anderem Walthamstow Hall, Sevenoaks, Caspar Junior College, Wyoming, King’s College London, und dann das Girton College in Cambridge, wo sie 1959 über die Nahrungsökologie von Finken promovierte.
1959 wurde sie Mitarbeiterin in Peter Markham Scotts Wildfowl and Wetlands Trust in Slimbridge, Gloucestershire und war maßgeblich an Rettungsaktionen für die Hawaiigans beteiligt. 1970 wurde sie Kuratorin von einem der Zentren des Trust in Martin Mere, Lancashire. 1981 bis 1991 war sie zunächst Vizepräsidentin des British Ornithologists’ Union und hatte als erste Frau von 1991 bis 1995 den Vorsitz über diese Vereinigung inne. Von 1980 bis 1988 war sie Herausgeberin des ornithologischen Magazins Ibis. Sie hat mehrere Bücher veröffentlicht und ist die Herausgeberin des im Universitätsverlag von Oxford erschienenen Standardwerkes Ducks, Geese and Swans. Sie starb jedoch kurz vor dem Erscheinen des zweibändigen Werkes. Zu den Auszeichnungen, die sie im Laufe ihres Lebens erhielt, gehört die Auszeichnung mit dem Order of the British Empire im Jahre 1993.

## Veröffentlichungen (Auswahl)
- Janet Kear: Food Selection in Certain Finches, with Special Reference to Inter Specific Differences, University of Cambridge, 1959.
- Janet Kear: Flamingos. T. & A.D. Poyser, London 1975.
- Janet Kear: The Hawaiian goose : an experiment in conservation (mit Andrew John Berger). Buteo Books, 1980, ISBN 0-931130-04-2.
- Janet Kear: Man and Wildfowl. T. & A.D. Poyser, London 1990, ISBN 0-85661-055-0.
- Janet Kear: Schwäne (deutsche Fassung von Swans) (mit Teiji Saga). Schirmer-Mosel Verlag GmbH, 1990, ISBN 3-88814-349-7.
- Janet Kear (Hrsg.): Ducks, Geese and Swans. Oxford University Press, 2005, ISBN 0-19-854645-9.